# روبي روبنسون (لاعب كرة قدم)
روبي روبنسون (بالإنجليزية: Robbie Robinson)‏ هو لاعب كرة قدم بريطاني (وحمل سابقاً جنسية المملكة المتحدة لبريطانيا العظمى وأيرلندا) في مركز الهجوم، ولد في 1 أكتوبر 1879 في سندرلاند في المملكة المتحدة، وتوفي في 1951. لعب مع نادي ترانمير روفرز لكرة القدم ونادي ليفربول.